# LF Ronde van Nederland

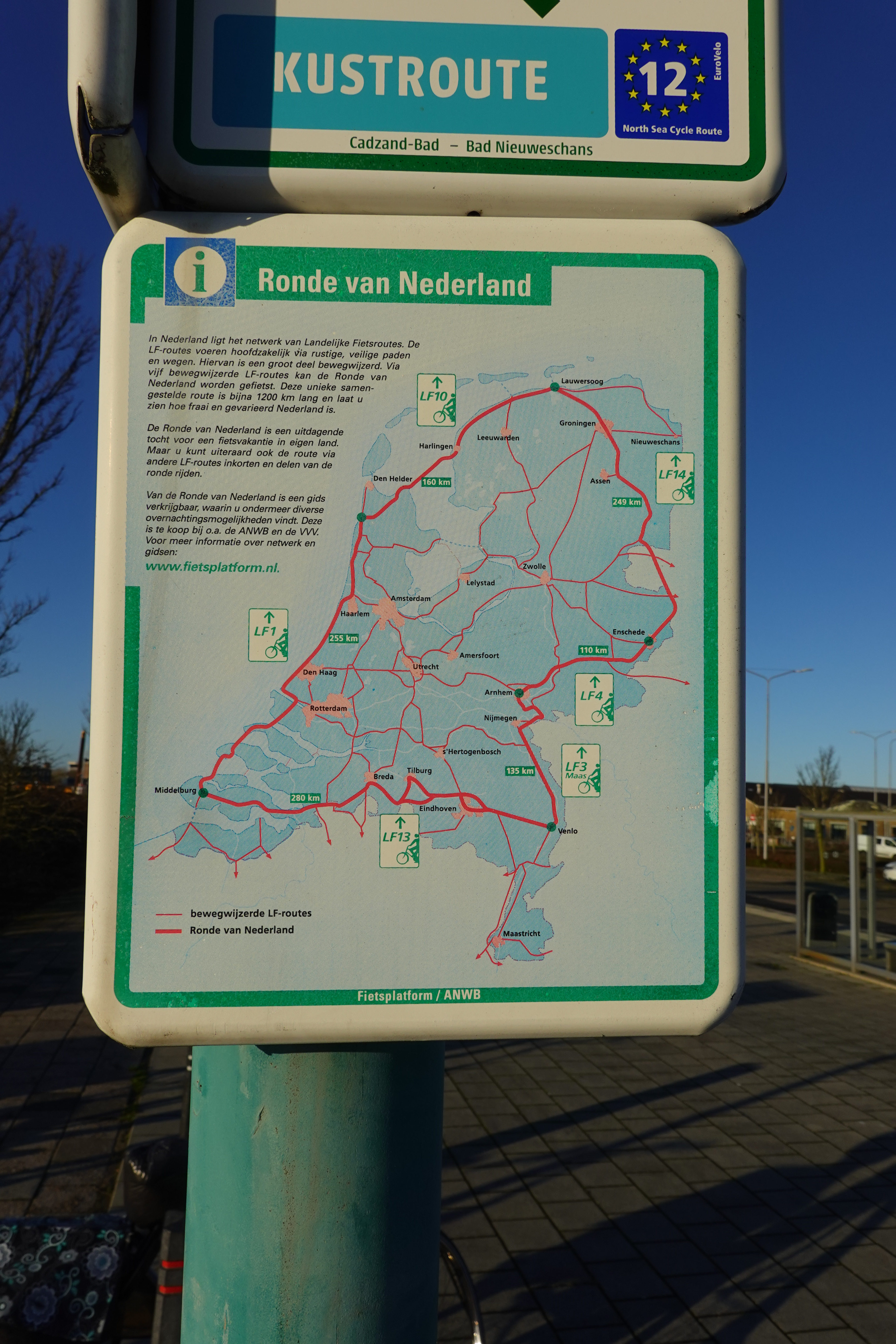
Infobord Ronde van Nederland bij Station Vlissingen

De LF Ronde van Nederland is een LF-route waarin diverse trajecten aan elkaar werden gekoppeld om zo tot een route te komen. Deze kan op elk willekeurig punt onderweg gestart worden en kan zowel met de klok mee als tegen de klok in gereden worden.
Bekeken vanuit Vlissingen verloopt de route over de volgende trajecten:
- LF Kustroute van Vlissingen tot Lauwersoog.
- LF14 Saksenroute van Lauwersoog tot Enschede.
- LF4 Midden-Nederlandroute van Enschede tot Arnhem.
- LF3 Hanzeroute van Arnhem tot Millingen aan de Rijn.
- LF Maasroute van Millingen aan de Rijn tot Heel.
- Knooppunten van het fietsroutenetwerk van Heel tot Eindhoven.
- LF13 Schelde-Rheinroute van Eindhoven tot Vlissingen.

In Vlissingen kan de LF Kustroute ook verder zuidwaarts gevolgd worden door met het veer de Westerschelde over te steken naar Breskens. De EuroVelo EV4 Midden-Europaroute en de EuroVelo EV12 Noordzeeroute lopen parallel mee.
In Lauwersoog kan de EuroVelo EV12 Noordzeeroute vervolgd worden, evenals de LF Kustroute.
In Arnhem kan de LF4 Midden-Nederlandroute verder gevolgd worden, deze is vanaf Borculo onderdeel van de EuroVelo EV2 Hoofdstedenroute. In Millingen aan de Rijn kan ook de EuroVelo EV15 Rijnroute opgepakt worden.
De LF Maasroute is onderdeel van de EuroVelo EV19 Maasroute. De LF13 Schelde-Rheinroute is onderdeel van de EuroVelo EV4 Midden-Europaroute.
Het verbindingsdeel via het fietsroutenetwerk loopt via Heel naar Grathem, Nederweert, Nederweert-Eind, Ospeldijk, Someren-Heide en Geldrop naar Eindhoven waar wordt aangesloten op de LF13. Dit verbindingsdeel loopt onder andere door de Peel en de Strabrechtse Heide. In Nederweert kan worden aangesloten op de Fietsallee langs de Noordervaart. 

## Voormalige LF Ronde van Nederland
Voor het ontstaan van de icoonroutes was er een route gebaseerd op de bestaande LF-routes. De route kon zowel met de klok mee als tegen de klok in door Nederland gereden worden. De route had ook een eigen trajectgids en onderweg waren er op diverse plekken kleine informatieborden waarin een kaart met de route stond weergegeven (ter grootte van een LF-bord). De route bestond uit de volgende trajecten (met de klok mee vanuit Vlissingen):
- LF1 van Vlissingen tot Callantsoog
- LF10 van Callantsoog tot Lauwersoog
- LF14 van Lauwersoog tot Emmen
- LF16 van Emmen tot Ommen
- LF18 van Ommen tot Denekamp
- LF14 van Denekamp tot Enschede
- LF4 van Enschede tot Arnhem
- LF3 van Arnhem tot Thorn
- LF7 van Thorn tot Eindhoven
- LF13 van Eindhoven tot Vlissingen

Met het vervallen van de bewegwijzering van de LF-routes kwam ook de LF Ronde van Nederland te vervallen.